# カレイ

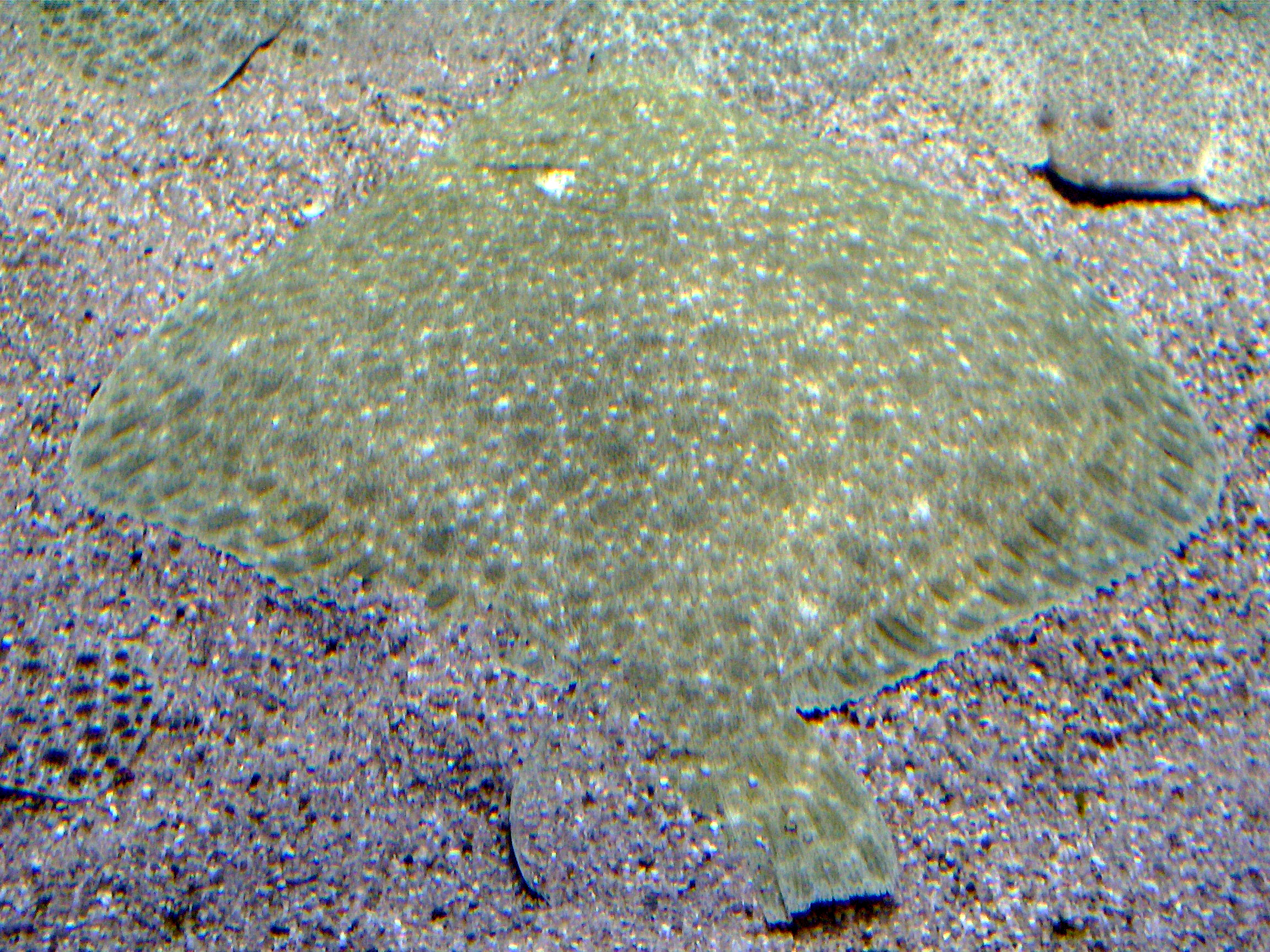
底砂に隠れるイシビラメ

カレイ（鰈）は、カレイ目カレイ科に分類される魚類の総称である。

## 概要
砂や泥の海底に生息し、海底に潜むのに適した平たい体をしており、目が体の右側の面に2つともある特徴的な形態をしている。北極海、太平洋、インド洋、大西洋の沿岸の浅い海から水深1000mの深海までに生息する海水魚。汽水に生息する種もいる。
5亜科から7亜科に分類され、世界で100種ほどが知られる。日本近海で獲れるものでは、マガレイ、マコガレイ、ババガレイ（ナメタガレイ）、ホシガレイ、メイタガレイ、アカガレイ、イシガレイ、オヒョウなど数十種が含まれる。

## 生態
体は平たく、両目は、ヌマガレイなどの一部の例外を除き、原則として体の右側の面に集まっている。逆にヒラメ類では、目は体の左側側面に集まる。しかし、個別の個体では偶発的に逆となる変異現象（reversal of sides）がある。両目のある側を上にして海底に横向きになり、砂や泥に潜るなどして潜む。体の目のある側は黒褐色から褐色。特有の斑点を持つものもある。この体色は体表にたくさん散らばっている色素細胞である黒色素胞（メラノフォア）の大きさを変えることにより、周囲の環境に合わせて変えることができ、保護色となる。両目のない側は白色。背ビレと尻ビレが長く、背ビレは頭部からはじまり尾ビレの根元まで、尻ビレは、頭部のそばにある小さな腹ビレから尾ビレの根元まで続く。
幼生は目が普通の魚と同様に左右に分かれて付いており、体も平たくない。成長とともに変態し、目がだんだんと右側に移動していき、体が平たくなり、また浮き袋がなくなり底生の成体となる。カレイは概して長寿命で、ヨーロッパ産の1種 プレイス (European plaice) で50年、オヒョウで40年などの記録がある。
主に肉食性で、小魚や海底の無脊椎動物を食べるが、似たような外見でフィッシュイーターであるヒラメとは異なり、捕食行動はやや大雑把である。そのため、ヒラメ釣りでは生き餌の小魚や俊敏な動きのルアーを用いるのに対し、カレイ釣りではゴカイ・イソメ、アサリのほか、鈍重な動きのワームを用いる。冬の釣りの対象魚として知れられる。

## 名称
日本語の「かれい」は「唐鱏」（からえい）または「涸れ鱏」の転訛とされる。漢名は「鰈」であるが、ヒラメとの混称で「偏口魚」、「比目魚」などとも呼ばれる。
漢字の「鰈」は、発音を表す「枼」と意味を示す「魚」とを組み合わせた形声文字である（なお、「枼」は葉に由来し薄いものの意味だと説明されることがあるが、これは民間俗説に過ぎない）。王が魚を半分食べたところを水に放すと泳ぎだしたとの中国の故事から「王余魚、王餘魚」とも書くが、ヒラメをも含めた言い方である。このほか「鰕魿」、「嘉列乙」、「嘉鰈」、「魪」、「鮙」、「鰜魚」などの漢字表記もある。
カレイはフランス語ではリマンド (limande)。英語では、カレイ、ヒラメ、シタビラメなどカレイ目の魚を "flatfish" と総称する。そのうち、カレイ、ヒラメは「flounder」と呼び、体の右側に目が寄っているカレイ科などの魚を、「righteye flounder」、ヒラメ科、ダルマガレイ科などの目が左側に寄っているものを「lefteye flounder」と呼ぶ。カレイ科のうち、オヒョウ類を特に「halibut」と呼ぶが、その区別はあいまいである。また、ウシノシタ科などに用いられる「sole」を名の一部に持つカレイ科の魚も少なくない。

## 種類
カレイ科は5亜科から7亜科に分けられる、主な種は下記の通りである（属、種はともに一部）。
カレイ目には、カレイ科以外でも「〜カレイ」の名で呼ばれる種は多い。ヒラメ科のアラメガレイ、テンジクガレイ、メガレイ、ダルマガレイ科のダルマガレイ、トゲダルマガレイ、コウベダルマガレイ、ヤリガレイなど。これらはヒラメを参照。また、地方名ではウシノシタ科のクロウシノシタをスジガレイやニジリガレイなどと呼ぶ例もある。

### カレイ亜科
カレイ亜科 学名 Pleuronectinae

#### ツノガレイ属
ツノガレイ属 学名 Pleuronectes

*1 の種は、別属の Pseudopleuronectes 属とする説が提唱されている。

*2 の種は、別属の Lepidopsetta 属とする説が提唱されている。
- Pleuronectes platessa Linnaeus, 1758 (European plaice)
- Pleuronectes putnami (T. N. Gill, 1864) (American Smooth Flounder)
- Pleuronectes quadrituberculatus Pallas, 1814 (Alaska plaice)

マガレイ*1真鰈。学名 Pseudopleuronectes herzensteini、英名 Littlemouth flounder
最大50cmほどになる。他種より口が小さくとがっており、クチボソなどの別名がある。太平洋北西部。千島列島、樺太、沿海州から、黄海、渤海、朝鮮半島沿岸、日本沿岸、東シナ海中部まで分布。日本では北海道、本州沿岸、瀬戸内海など。水揚げ量が多い。
マコガレイ*1真子鰈。学名 Pseudopleuronectes yokohamae、英名 Marbled flounder
最大45cm程度。太平洋北西部。北海道南岸以南の日本沿岸、瀬戸内海、朝鮮半島沿岸、黄海、渤海、東シナ海北部まで。水揚げ量が多い。
「城下かれい」（しろしたかれい）はマコガレイの地方名で、大分県日出町沿岸で獲れるもののこと。特においしいとされ、高値で取引されるブランド魚である。
クロガレイ*1黒鰈。学名 Pleuronectes obscurus
クロガシラガレイとよく似ており、区別せずに扱われることが多い。
クロガシラガレイ*1黒頭鰈。学名 Pleuronectes schrenki、英名 Cresthead flounder
最大50cmほどになる。太平洋北西部。千島列島、オホーツク海南部から、日本の北部（北海道や青森）の沿岸、日本海の朝鮮半島東岸まで。クロガシラとも呼ばれる。クロガレイとよく似ており、クロガレイと呼ばれることも多い。北海道では釣りの対象として人気が高い。
アサバガレイ*2浅羽鰈。学名 Pleuronectes mochigarei、英名 Dusky sole
40cmほど。太平洋北西部。オホーツク海南部から朝鮮半島、日本では本州北部以北の沿岸にかけて。マガレイ、マコガレイに似ている。
シュムシュガレイ*2占守鰈。学名 Pleuronectes bilineatus、英名 Rock sole
最大60cmほど。北太平洋に広く分布する。日本海北部、朝鮮半島、オホーツク海、ベーリング海から、北アメリカのカリフォルニア沿岸まで。カナダなど北アメリカで漁獲量が多い。和名は千島列島の占守島から。
プレイスヨーロッパプレイスとも。学名 Pleuronectes platessa、英名 Plaice, European Plaice
最大1mになる。大西洋北東部。グリーンランド、ノルウェー南部から北アフリカのモロッコ沿岸まで。地中海のスペイン、フランス沿岸など。ヨーロッパで最も漁獲が多い種で、生あるいは冷凍で広く取り扱われている。内陸湖のアラル海に放流され、漁獲がある。
ハナガレイ花鰈。学名 Pleuronectes proboscideus、英名
Pleuronectes proboscidea（英名 Longhead dab）と同種とする考え方もある。
スナガレイ砂鰈。学名 Pleuronectes punctatissimus、英名 Sand flounder
30cmほど。千島列島、オホーツク海南部から日本海北部（朝鮮半島、日本沿岸）にかけて分布。北海道、東北北部に水揚げされる。身が薄く、脂があまり乗らない。口が細長くとがっている。体高は高く体形が菱形。目のある側に砂粒のような細かい斑点がある。目のない側には背ビレ、尻ビレに沿って幅の広い黄色い帯がある。泳ぐ姿がまるで海底の砂を食べるように見えることからスナガレイの名称がついたという。また、カレイ類の中では最も価格が安い。

#### スナガレイ属
- スナガレイ属 学名 Limanda
  - Limanda aspera (Pallas, 1814) (Yellowfin sole) コガネガレイ
  - Limanda ferruginea (D. H. Storer (fr), 1839) (Yellowtail flounder) イエローテールフラウンダー
  - Limanda limanda (Linnaeus, 1758) (Common dab) ニシマガレイ
  - Limanda proboscidea C. H. Gilbert, 1896 (Longhead dab)
  - Limanda punctatissimus (Steindachner, 1879)
  - Limanda sakhalinensis C. L. Hubbs, 1915 (Sakhalin sole)

#### ヒレグロ属
ヒレグロ属 学名 Glyptocephalus
タイセイヨウヒレグロ 学名 Glyptocephalus cynoglossus

#### Isopsetta属
Isopsetta 属
バターソール 学名 Isopsetta isolepis

#### ババガレイ属
ババガレイ属 学名 Microstomus
レモンソール（Lemon sole）など、北ヨーロッパの約200メートルの浅い岩礁に分布し、体長65cm、約3kgに成長する。
ババガレイ（ナメタガレイ）婆鰈。学名 Microstomus achne、英名 Slime flounder
60cmになる。中部日本沿岸以北、千島列島南部、樺太、日本海、黄海、渤海、東シナ海に分布。体表が、粘液を多く分泌するためぬるぬるしており、滑多鰈の呼び名がある。煮付など。東北、北陸の一部などでは、年越しにババガレイを食べるため、年末に市場価格が数倍に跳ね上がる。通年出回り大きな物は高価だが小さなものは安い。煮付け、塩焼き、干物にして非常に美味。

#### ヌマガレイ属
ヌマガレイ属 Platichthys
ヌマガレイ沼鰈。学名 Platichthys stellatus
30cm。カレイ科に属する数少ない眼が左側にある種。汽水域や淡水にも入ることがあるのでこの和名がついている。実際に、その名のとおり河川でも釣れる。
ヨーロッパヌマガレイ Platichthys flesus

#### イシガレイ属
イシガレイ属 学名 Kareius
イシガレイ石鰈。学名 Kareius bicoloratus、英名 Stone flounder
50cmほど。太平洋北西部。日本、千島列島、樺太、朝鮮半島、中国、台湾。沿岸の海域。河川や湖沼などの汽水、淡水域まで侵入する。目のある側の背ビレ、尻ビレの根元に沿うように、骨片の突起が並ぶ。分類は、ヌマガレイ属 (Platichthys) に含めることがある。

#### メイタガレイ属
メイタガレイ属 学名 Pleuronichthys
メイタガレイ目痛鰈。学名 Pleuronichthys cornutus、英名 Ridged-eye flounder
30cm。北海道以南の日本沿岸、朝鮮半島沿岸、黄海、渤海、東シナ海。目の間に棘があり、「目痛」が語源とされる。関西では「本メイタ」と呼ばれ特に人気がある。
ナガレメイタガレイ流目痛鰈。Pleuronichthys sp. (未確定)
メイタガレイに非常に似た外見を持つが、体が細目で、味はかなり落ちる。関西では「化けメイタ」と呼ばれる。

#### ヤナギムシガレイ属
ヤナギムシガレイ属 Tanakius
ヤナギムシガレイ柳虫鰈。学名 Tanakius kitaharai、英名 Willowy flounder
30cm。北海道以南の日本沿岸、朝鮮半島沿岸、黄海、渤海、東シナ海。「若狭がれい」は若狭湾で獲れるヤナギムシガレイで、これを一夜干しにしたものが京都でよく食べられる「笹かれい」。分類では、ヒレグロ属 (Glyptocephalus) に入れることがある。

#### カラスガレイ属
カラスガレイ属 Reinhardtius
カラスガレイ烏鰈。学名 Reinhardtius hippoglossoides、英名 Greenland halibut
100cm以上。北部大西洋および北部太平洋の水深約200〜1,600 m (700〜5,200 ft)。底生魚。左目は成長と共に頭部右側に移動するが、カレイのように完全には移動せず、前方への視界も保持。表面は斑点のある褐色で、左側もやや薄い色だが白色ではない。カラスガレイ属は本種一種のみの単型属。

### ムシガレイ亜科
ムシガレイ亜科 学名 Eopsettinae

#### ムシガレイ属
ムシガレイ属 Eopsetta
ムシガレイ

### アカガレイ亜科
アカガレイ亜科 学名 Hippoglossoidinae

#### アカガレイ属
アカガレイ属 学名 Hippoglossoides
体高が低く、片方の目が頭部の上端に寄っている。口が大きい。
アカガレイ赤鰈。学名 Hippoglossoides dubius、英名 Flathead flounder
45cmになる。太平洋北西部。オホーツク海、日本海などに分布。カムチャツカ半島から朝鮮半島、日本沿岸など。目のない側の体色が血がにじんだように赤みがかる。
ドロガレイ泥鰈。学名 Hippoglossoides robustus、英名 Bering flounder
30cmほど。北太平洋。北海道沿岸（オホーツク海）、アリューシャン列島、アラスカ付近まで。
ソウハチ宗八。学名 Hippoglossoides pinetorum、英名 Pointhead flounder
太平洋北西部。日本北部の近海。ソウハチ属 Cleisthenesに分類する説もある。
痛みが早いため鮮魚で出回ることはない。脂に独特の風味があり、干物に加工されることが多い。
グリーンランドアカガレイ 学名 Hippoglossoides platessoides 、英名 American plaice

### オヒョウ亜科
オヒョウ亜科 学名 Hippoglossinae

#### オヒョウ属
オヒョウ属 学名 Hippoglossus
タイヘイヨウオヒョウ太平洋大鮃。学名 Hippoglossus stenolepis、英名 Pacific halibut
最大2.5m、350kgに達するカレイ科では最大の種。北太平洋に広く分布する。日本の東北地方以北、オホーツク海、ベーリング海、チュクチ海の南部、カリフォルニア半島からメキシコ沿岸まで。またハリバッド（halibut）という名前でも呼ばれておりゲームフィッシングのターゲットとされているらしい。
タイセイヨウオヒョウ大西洋大鮃。学名 Hippoglossus hippoglossus 英名 Atlantic halibut

#### マツカワ属
マツカワ属 学名 Verasper
マツカワ松川、松皮。学名 Verasper moseri、英名 Barfin flounder
メスは、体長80cm、体重6kgになるものもある。太平洋北西部。日本の北部沿岸（太平洋側、日本海側）からオホーツク海南部、樺太、千島列島まで。目のある側の鱗が大きくざらざらしており、松の樹皮のようであることから。背ビレと尻ビレに黒い縞状の紋が入る。水揚げ量が減少している。北海道では、えりも以西海域マツカワ資源回復計画を策定し種苗放流等に取り組んでいる。これに関連し、えりも以西栽培漁業振興推進協議会では、この海域で水揚げされる本種を「王鰈」と名付けた。また近年養殖も試みられている。
ホシガレイ星鰈。学名 Verasper variegatus、英名 Spotted halibut
60cm。太平洋北西部。日本中部、朝鮮半島沿岸、東シナ海まで。比較的暖かい海のカレイ。背ビレと尻ビレに黒い縞状の紋が入る。目のない側の表面、尾ビレの根元などに黒い斑点がある。水揚げ量が減少しており、珍重される。

#### アブラガレイ属
アブラガレイ属 Atheresthes
アブラガレイ油鰈。学名 Atheresthes evermanni、英名 Kamchatka flounder

#### サメガレイ属
サメガレイ属 Clidoderma
サメガレイ鮫鰈。学名 Clidoderma asperrimum、英名 Roughscale sole

### カワラガレイ亜科
カワラガレイ亜科 学名 Rhombosoleinae

#### カワラガレイ属
カワラガレイ属 学名 Poecilopsetta

### トウガレイ亜科
トウガレイ亜科 学名 Lyopsettinae

#### トウガレイ属
トウガレイ属 学名 Lyopsetta

### パラリクトデス亜科
パラリクトデス亜科 学名 Paralichthodinae

#### パラリクトデス属
パラリクトデス属 学名 Paralichthodes
学名 Paralichthodes algoensis、英名 Peppered flounder

## 利用

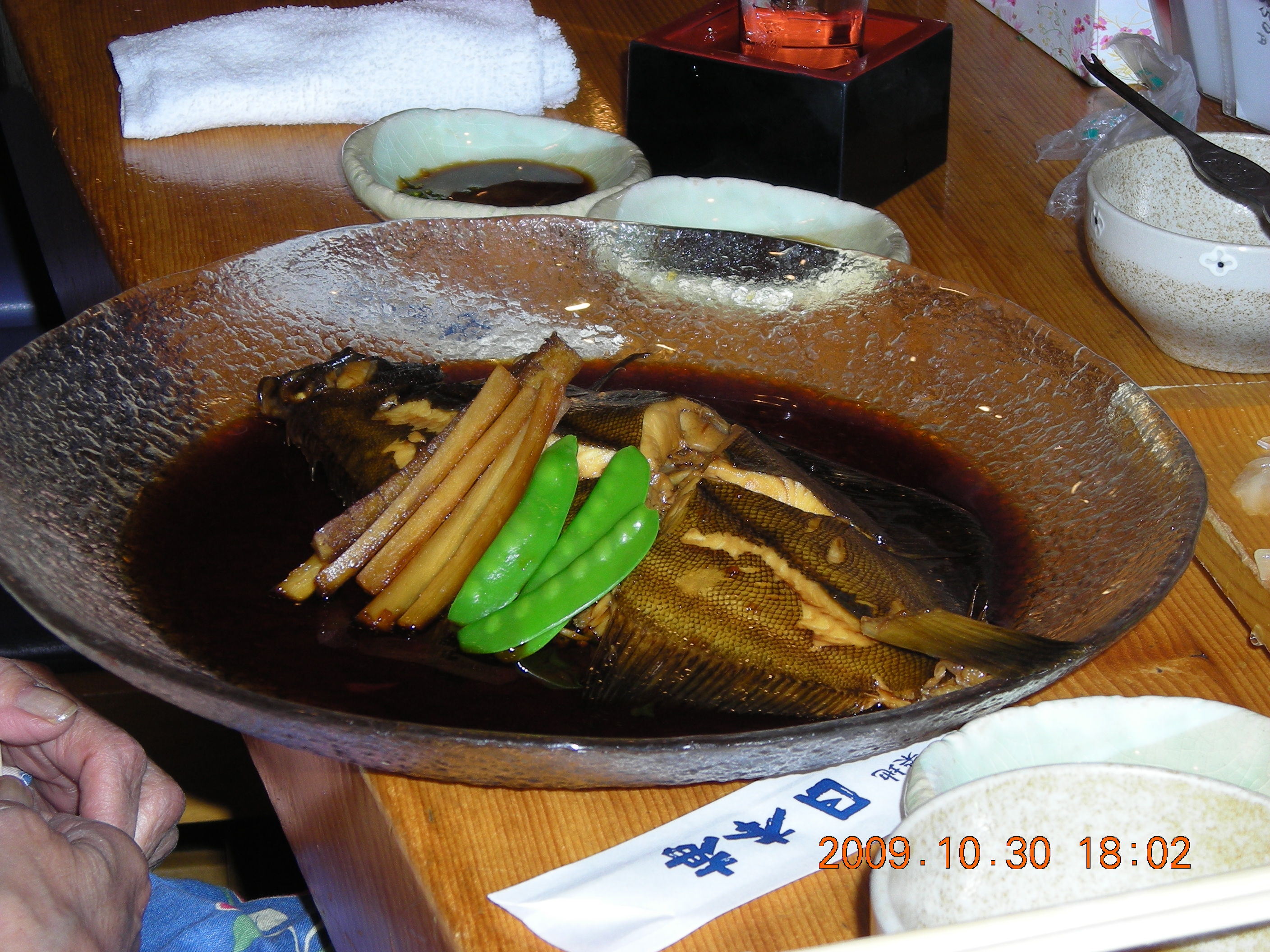
カレイの煮付け

ほぼ全ての種が食用になり、日本では、刺身 (新鮮な物に限る)、寿司、煮付け、焼き物、揚げ物などさまざまな料理に用いられる。また、冬のカレイ、特に産卵前の時期のメスは大きな卵巣をもっており、子持ちガレイと呼ばれ、甘辛く煮付けたものが日本の冬の味覚として好まれる。干物、特に一夜干しもよく行われる。日本料理では多くの場合、魚の頭を左に配膳するのに対し、頭を右に配膳する珍しい魚でもある。中華料理では、唐揚げ、蒸し魚、煮魚などとして食べられている。またソウハチガレイ、ババガレイの干物は数ある魚類の干物の中でも非常に美味である。
- 京都市では福井県の若狭地方で水揚げされて一夜干しにされた笹かれいが、京都を代表する食材の一つとなっている。
- ヨーロッパではツノガレイの一種プレイス "Plaice" が、北アメリカではアメリカンプレイス（American plaice）と呼ばれるアカガレイの一種が、よく食べられる。

### 陸揚げ漁港
- 2002年度

第1位 - 浜田漁港（島根県）
第2位 - 松川浦漁港（福島県）
第3位 - 香住漁港（兵庫県）
第4位 - 八戸漁港（青森県）
第5位 - 境漁港（鳥取県）
カレイは、浜田市（島根県）の市の魚に指定され、「どんちっちかれいカレー」というレトルトカレーが発売された。

### 養殖
カレイは人気の高い食用魚であるが、寿命が長い分、成長が遅く、大きく育てるには長い年月が必要であるため、養殖に適しているとは言いがたい。そのため、出荷サイズまでの養殖はほとんど行われていないが、親魚から採取した卵を孵化させ、稚魚になるまで育ててから放流する試みが行われ、種類によっては一定の成果を得ている。特に市場価値の高いマツカワなどは2000年代から養殖も行われている。

## アレルギー
子持ちカレイに強いアレルギーをもつ人がいる。これはカレイの魚卵蛋白に由来する抗原によるアレルギーで、蕁麻疹やアナフィラキシーを起こす。この子持ちカレイのアレルギーは、牛肉や豚肉にも交差反応を起こすことが知られ、高い確率で牛肉や豚肉の摂取によってもアレルギー反応を起こす。ただしAB型やB型の血液型の人にはこれらのアレルギー症状をもつ比率が極めて低いことが知られる。これらのアレルギーの原因は、過去にマダニに噛まれたことにより、マダニの唾液腺に存在するgalactose-α-1, 3-galactose（以下α-gal）によって対象者の免疫が感作されたことが原因であると推測されている。なお、このα-galに対してアレルギー（α-galアレルギー）を持つ人は、上記の子持ちカレイや牛肉、豚肉の他、セツキシマブにもアレルギーを呈する（セツキシマブの分子構造にα-galが存在するため）。